# Константини, Шломи
Шломи Константини, доктор медицинских наук, является главой отделения детской нейрохирургии в детской больнице Дана, Тель-Авивский медицинский центр, Израиль. Профессор в университете Тель-Авива. Он также является директором Международного центра нейрофиброматоза Гилберта. Константини сначала обучался в Медицинском центре Хадасса в Иерусалиме и специализировался в области детской нейрохирургии в Университете Нью-Йорка у Фреда Эпштейна.
Константини занимает несколько руководящих должностей в международных нейрохирургических ассоциациях, таких как бывший президент IFNE, бывший генеральный секретарь ISPN и президент ISPN 2018, бывший вице-президент EANS.
Константини опубликовал более 250 научных публикаций и входит в редакционную коллегию многих медицинских журналов.
Основной клинический интерес и опыт Константини заключается в лечении сложных опухолей головного и спинного мозга, нейроэндоскопии и врожденных пороков развития. Он глава крупнейшего в своём роде отделения в Израиле и на Ближнем Востоке. Он лечит детей из всех стран, а также многих иностранных пациентов со всего мира.

## Биография
В 1983 г. окончил Школу медицины Еврейского университета (Иерусалим). В 1984 г. получил степень магистра в области нейробиологии. В 1990 г. завершил специализацию по нейрохирургии в больнице Хадасса (Иерусалим). В 1991-1992 гг. прошел стажировку по детской нейрохирургии в Университете Нью-Йорка (США).
В 1993-1996 гг. работал старшим врачом отделения нейрохирургии в больнице Хадасса. С 1996 г. возглавляет отделение детской нейрохирургии больницы «Дана Дуэк» медицинского центра им.Сураски.
С 1990 г. – преподаватель кафедры нейрохирургии Еврейского университета. С 1997 г. – старший преподаватель, впоследствии – доцент, а затем профессор Тель-Авивского университета.
С 1982 по 1997 гг. проходил стажировки по нейроэндоскопии и другим областям нейрохирургии в США, Голландии, Швейцарии, Германии. Ведет частную практику в клинике Ассута.
С 2013 по 2019 имя врача фигурировало в скандале,который разразился после журналистского расследования. Журналисты обвиняли известных врачей во взятках. На конец 2019 года дело закрыто.

## Научная работа
Автор 358 научных публикаций.
Исследования профессора Константина посвящены различным аспектам детской нейрохирургии: операциям при опухолях головного мозга, имплантации стимулятора блуждающего нерва при эпилепсии, лечению гидроцефалии. Особое внимание профессор уделяет эндоскопической нейрохирургии.
Профессор входит в редколлегии журналов:
- Journal of Child Neurology
- Pediatric Neurosurgery
- Central Eurpean Neurosurgery
- The Open Pediatric Medicine Journal
- Journal of Hydrocephalus
- Journal of Neuro Endoscopy
- Surgical Neurology International
- Acta Neurochirugica

## Награды
1988 - Премия Лео Давидофф за изучение метаболических изменений при травме головы
1989 – Премия Лео Давидофф за исследование тромбоэмболических явлений
1994 – Премия Махали за лучшее клиническое исследование (Американская ассоциация нейрохирургов)

## Использованная литература
"PubMed, Константини Ш (ConstantiniS) публикации".

## Внешние ссылки
Отделение детской нейрохирургииТель-Авивского медицинского центра